# Ken'ichi Yajima
Ken'ichi Yajima (矢島 健一?, Yajima Ken'ichi; Gifu, 1º marzo 1956) è un attore giapponese.
Fin dai primi anni '80 fa parte del cast di molte serie televisive e dorama in qualità di personaggio di supporto dei protagonisti. Al cinema entra negli anni '90 e partecipa a vari film di Takeshi Kitano, tra cui Sonatine e Hana-bi - Fiori di fuoco.

## Filmografia

### Televisione
- Chōhō-san (NHK, 2011)
- Shikei kijun (WOWOW, 2011)
- Ohisama (NHK, 2011)
- Propose Kyodai (Fuji TV, 2011)
- Shin jidan koshonin Ura File (TBS, 2011)
- Dōki (WOWOW, 2011)
- Marks no yama (WOWOW, 2010)
- Hammer Session! (TBS, 2010, ep9)
- Keishichō keizoku sosakan (TV Asahi, 2010, ep2)
- Tetsu no hone (NHK, 2010)
- Zettai reido (Fuji TV, 2010, ep3)
- Sunao ni narenakute (Fuji TV, 2010)
- Kobe Shimbun no nanokakan (Fuji TV, 2010)
- Inpei shirei (WOWOW, 2009)
- Saisei no machi (NHK, 2009)
- Meitantei no okite (TV Asahi, 2009, epi 2)
- Kurobe no taiyō (Fuji TV, 2009)
- RESCUE (TBS, 2009)
- Innocent Love (Fuji TV, 2008, epi 4-7,10)
- Gonzo (TV Asahi, 2008)
- Change (Fuji TV, 2008)
- Puzzle 2 (TV Asahi, 2008, ep3)
- Tokyo daikushu (NTV, 2008)
- Loss Time Life (Fuji TV, 2008, story8)
- Atsu-hime (NHK, 2008)
- Swan no baka (Fuji TV, 2007)
- Tama kohan satsujin jiken (Fuji TV, 2007)
- Hadashi no gen (Fuji TV, 2007)
- Life (Fuji TV, 2007)
- Watashitachi no kyōkasho (Fuji TV, 2007)
- Hagetaka (NHK, 2007)
- Sennyu keiji Ranbo 2 (NTV, 2007)
- Karei naru ichizoku (TBS, 2007)
- Enka no Joou (NTV, 2007, ep7)
- Mikka okure no Happy New Year! (TBS, 2007)
- Akechi mitsuhide (Fuji TV, 2007)
- Kamisama kara hitokoto (WOWOW, 2006)
- Top Caster (Fuji TV, 2006)
- Joō no kyōshitsu SP (NTV, 2006)
- Yaoh (TBS, 2006)
- Ns' Aoi (Fuji TV, 2006, ep11)
- Komyo ga tsuji (NHK, 2006)
- Hyoheki (NHK, 2006)
- Furuhata Ninzaburō Final, part 2 (Fuji TV, 2006)
- Meitantei Akafuji Takashi (NHK, 2005)
- Ichi rittoru no namida (Fuji TV, 2005)
- Haru to natsu (NHK, 2005)
- Kindaichi shōnen no jikenbo (special) (NTV, 2005)
- Brother Beat (TBS, 2005)
- Koisuru nichiyobi 2nd Series (TBS, 2005)
- Division 1 1242kHz Kochira Nippon Hoso (Fuji TV, 2005)
- Anego (NTV, 2005)
- Fugoh Keiji (TV Asahi, 2005, ep7)
- Water Boys 2005 (Fuji TV, 2005)
- Shinsengumi (NHK, 2004)
- Gekidan engimono gekijo (Fuji TV, 2004)
- Tobosha (TBS, 2004)
- Water Boys 2 (Fuji TV, 2004)
- Itoshi kimi e (Fuji TV, 2004, ep6-7)
- Sky High 2 (TV Asahi, 2004, ep3)
- Dollhouse (TBS, 2004
- Kao (Fuji TV, 2003)
- Trick 3 (TV Asahi, 2003)
- Egao no hosoku (TBS, 2003)
- Double Score (Fuji TV, 2002, ep8)
- Hatsu taiken (2002)
- Wedding Planner (Fuji TV, 2002, ep8)
- Mayonaka wa betsu no kao (NHK, 2002)
- Hatsu taiken (Fuji TV, 2002)
- Handoku (TBS, 2001)
- Neverland (TBS, 2001)
- Koi ga shitai x3 (TBS, 2001)
- Big Money (Fuji TV, 2001)
- Love Revolution (Fuji TV, 2001)
- Kabachitare (Fuji TV , 2001)
- Namida o fuite (Fuji TV, 2000)
- Limit: Moshimo wagako ga (YTV, 2000)
- Hamidashi keiji jōnetsu kei (TV Asahi)
- Another Heaven (TV Asahi, 2000)
- Best Friend (TV Asahi, 1999)
- Majo no Jouken (TBS, 1999)
- Keizoku (TBS, 1999)
- Tokugawa Ieyasu (NHK, 1999)
- Shomuni (Fuji TV, 1998)
- Suna no shiro (Fuji TV, 1997)
- Tsubasa o kudasai! (Fuji TV, 1996)
- Hachidai shogun Yoshimune (NHK, 1995)
- Haruyo, koi (NHK, 1994)
- Wataru seken wa oni bakari (TBS, 1990)
- The Ginger Tree (NHK/BBC/PBS, 1989, ep4)
- Hanekonma (NHK, 1986)
- Omoide zukuri (TBS, 1981)

### Cinema
- Inu to watashi no 10 no yakusoku (2008)
- Densen uta (Suicide Song) (2007)
- Soredemo boku wa yattenai (2007)
- Choshu Five (2006)
- Strawberry Shortcakes (2006)
- Nihon chinbotsu (2006)
- Kencho no hoshi (2006)
- Uchoten hoteru (2006)
- Yōgisha muroi shinji (The Suspect Muroi Shinji) (2005)
- Kōshōnin mashita masayoshi (Negotiator Mashita Masayoshi) (2005)
- Aegis (2005)
- Semi shigure (2005)
- Kagen no tsuki (2004)
- Shinkuronishiti, regia di Macoto Tezuka (2004)
- The Choice of Hercules (2002)
- Music of Memory Gb (2002)
- Inugami (2001)
- Yin-Yang Master (2001)
- Keizoku: The Movie (Beautiful Dreamer) (2000)
- Clairvoyance (2000)
- Jubaku: Spellbound (1999)
- Jirai o fundara sayōnara (One Step on a Mine, It's All Over) (1999)
- Hana-bi - Fiori di fuoco (1998)
- Wild Life (1997)
- Eyes of the Wolf (1997)
- Kamikaze Taxi (1995)
- Sonatine (1993)